# كوي
الكوي أو النيشيكيغوي (بالإنجليزية: Koi) هي أنواع متعددة وملونة من أسماك الشبوط العادية، التي تم تهجينها بطرق مشابهة لتلك التي تستخدم في تهجين الأسماك الذهبية، لإكسابها ألوانها الزاهية.

## التسمية
اشتق الاسم من كلمة «كوي» اليابانية، والتي تعني سمك الشبوط، كما أن «نيشيكيغوي»  يعني سمك الشبوط المطرز أو المزخرف.

## الموطن

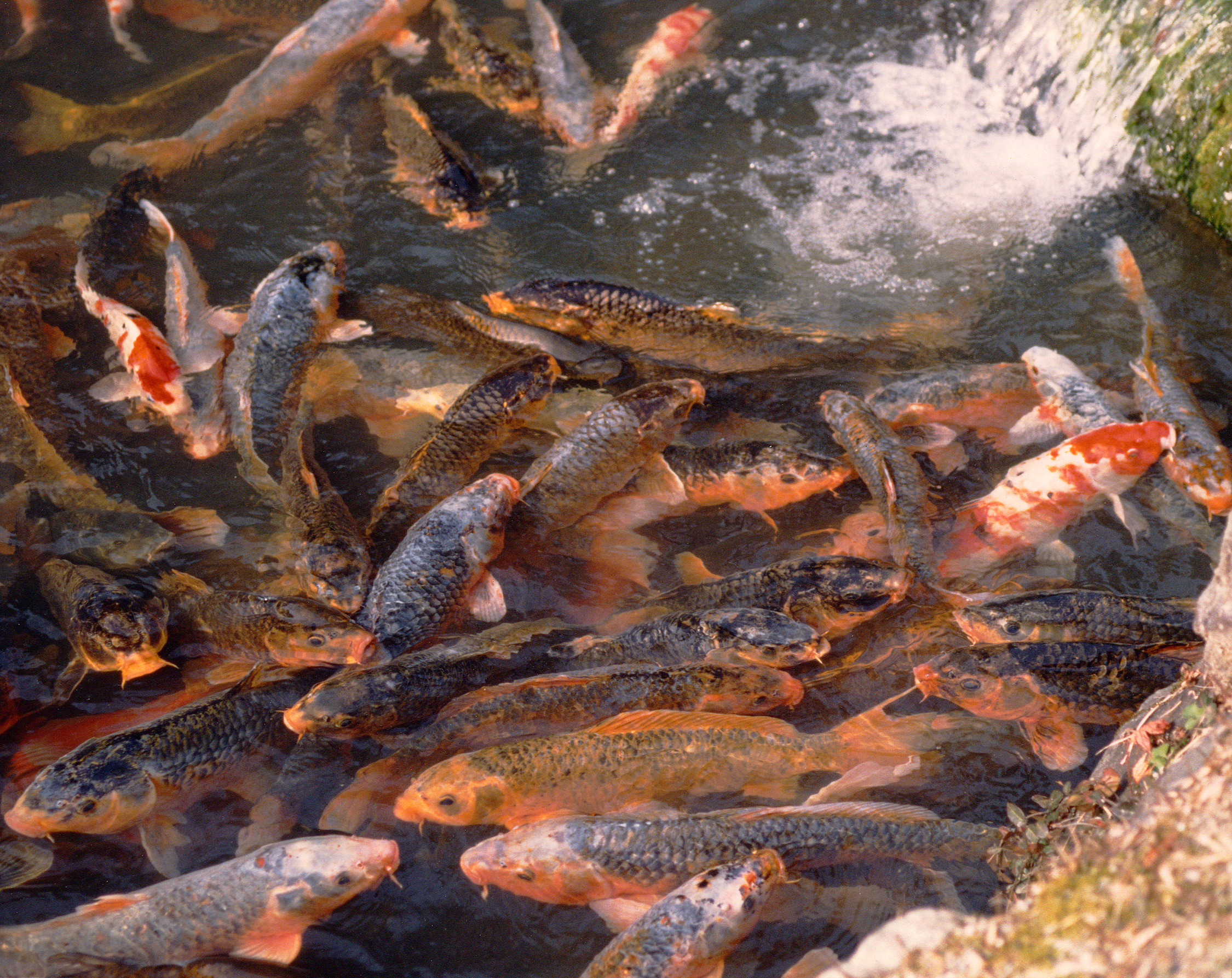
أسماك الكوي الملونة مع أسماك الشبوط السوداء (عديمة اللون)

الموطن الأصلي للكوي هو الصين وبعض مناطق آسيا الشرقية، وقبل أن يتم تهجينها فقد اعتبرت مصدراً هاماً للطعام المغذي، حيث ربيت في حقول الأرز، وكانت عديمة اللون، لذا فقد كانت تسمى بالشبوط الأسود «ماغوي». 

## التهجين

ألوا الكوي (الشبوط) الياباني الناتجة عن عمليات التهجين

تم تهجينها وتربيتها بشكل انتقائي لأول مرة في مقاطعة نيغاتا باليابان، حيث لوحظ تلون بعض أسماك الشبوط التي كانت تربى في حقول الأرز بخلاف الباقي، مما دفعهم لإنتاج أنواعاً مختلفة منها.
كثيراً ما يخطيء الناس في الظن على أن الكوي ما هي إلا أسماك ذهبية كبيرة، وبالرغم من انتمائهما إلى الفصيلة نفسها، إلا أنهما من أجناس مختلفة. فإن أسماك الكوي تنمو إلى أحجام أكبر من الأسماك الذهبية، والتي قد تقارب المتر.

## الثقافة

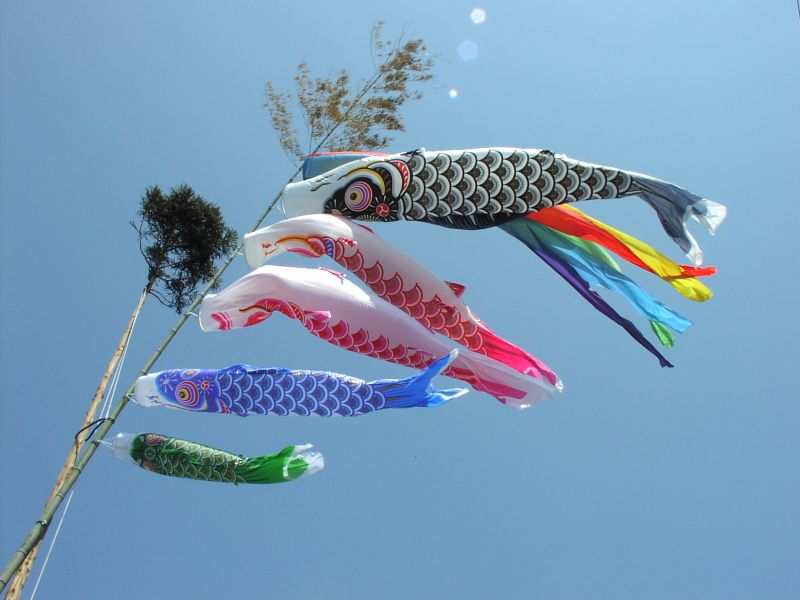
زينات الكوي المعلقة في ناغاساكي

لاقت تربية الكوي شعبية عالمية كبيرة، وتحولت إلى هواية شاسعة الانتشار. كذلك، فقد ارتبطت بالثقافة اليابانية، حيث تعلق الزينات التي تمثل هذه الأسماك عند الاحتفال بيوم «الكوينيبوري». إلى جانب ما سبق، تعتبر هذه الأسماك موضعاً للفنون، الآسيوية منها بشكل خاص.

## معرض الصور

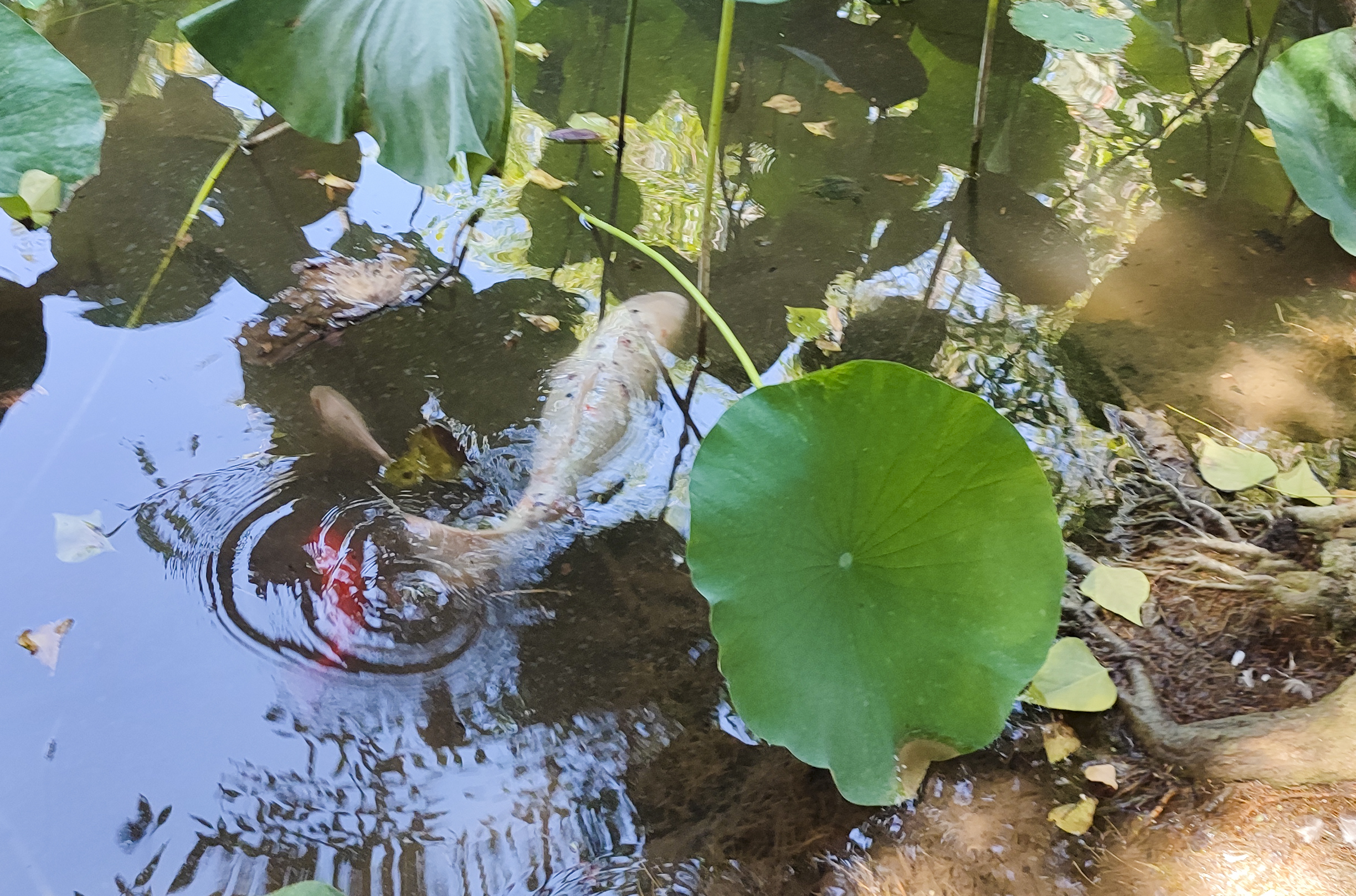
أسماك الكوي من الحدائق العجيبة لبوقنادل